# Gulhornad gaddbagge
Gulhornad gaddbagge (Mordellistena variegata) är en skalbaggsart som först beskrevs av Fabricius 1798.  Gulhornad gaddbagge ingår i släktet Mordellistena, och familjen tornbaggar. Enligt den svenska rödlistan är arten nära hotad i Sverige. Arten förekommer i Götaland, Gotland, Öland, Svealand och Nedre Norrland. Artens livsmiljö är skogslandskap, jordbrukslandskap.